# Třísetletý incident
Třísetletý incident (anglicky „The Tercentenary Incident“) je vědeckofantastická povídka spisovatele Isaaca Asimova, která vyšla v srpnu 1976 v časopise Ellery Queen's Mystery Magazine. Byla následně zařazena do sbírek The Bicentennial Man and Other Stories (1976) a The Complete Robot (1982). Česky vyšla ve sbírce Nesmrtelný bard (Polaris, 2001) a Robohistorie I. (Triton, 2004).
Děj povídky je situován do let 2076 a 2078. Redaktor časopisu Ellery Queen's Mystery Magazine Frederic Dannay kontaktoval v roce 1975 Isaaca Asimova s návrhem na povídku k blížícímu se dvoustému výročí vzniku Spojených států amerických. Srpnové číslo časopisu v roce 1976 mělo obsahovat historickou fikci k datovanou k roku 1876, soudobou mysteriózní literární práci k roku 1976 a vědeckofantastickou povídku k roku 2076. Asimov souhlasil s napsáním a po dokončení ji pojmenoval „Death at the Tercentenary“ (česky přeloženo „Smrt na 300. výročí“). Název Frederica Dannaye „Třísetletý incident“ nakonec přijal za vhodnější.

## Postavy
- Hugo Allen Winkler – v roce 2076 padesátý sedmý prezident USA
- Lawrence Edwards – člen ochranky prezidenta
- Francis Janek – prezidentův osobní tajemník

## Děj
4. červenec 2076
Příběh začíná 4. července 2076, Spojené státy americké již nejsou samostatnou suverénní zemí, ale jsou členem tzv. Federace všeho lidstva, která zahrnuje populaci na Zemi, Měsíci a kosmických koloniích. Prezident USA Hugo Allen Winkler (padesátý sedmý v řadě) je však v Planetární radě stále vlivným člověkem a právě se chystá u Washingtonova monumentu přednést projev k třísetletému výročí. Zatím si potřásá rukou se svými příznivci. Z výšky 60 metrů vše bedlivě sleduje člen ochranky Lawrence Edwards, jenž jinak není velkým obdivovatelem Winklera. Považuje jej za povrchního muže – řečníka, lovce hlasů a rozdavače slibů. Winkler usiluje nyní o znovuzvolení. Zničehonic dojde k záblesku a prezident zmizí. Po chvilce zděšení se objeví na pódiu a uklidňuje ostatní, že je naživu a že zmizela pouze jeho replika. Poté přednese zajímavou řeč, která osloví mnoho lidí včetně Edwardse.
13. října 2078
Edwards si vymůže slyšení u prezidentova osobního tajemníka Francise Janka a sdělí mu své podezření. Je si jistý, že na skutečného prezidenta byl spáchán atentát. Podle oficiální verze byl na mítinku zničen za použití tajné zbraně – tzv. dezintegrátoru humanoidní robot, prezidentův dvojník. Nicméně Edwards je přesvědčen, že tomu bylo naopak. Tím, kdo zmizel byl samotný prezident a nyní je v úřadu jeho robotický dvojník. Edwards si všiml rozdílných projevů, dříve byl prezident málo schopný muž a nyní je to energický a rozhodný „člověk“. Apeluje na tajemníka, aby se sám ve věci angažoval a odhalil tento komplot. Lawrence Edwards tvrdí, že přestože mohou být robotovy činy záslužné, nelze jej strpět ve funkci prezidenta. Později by nemusel konat jen ku prospěchu lidí a nakonec by se úřad obsazoval jen roboty. Je rozhodnut jít za výrobcem robotů, pokud se Jankovi nepodaří zajistit nápravu.
Když odejde, Francis Janek zachmuřeně uvažuje. Až doteď fungovalo vše bez problémů a nyní se objevil tento nepohodlný člověk. Stále má u sebe (Janek) ještě dezintegrátor, ale výhodnější bude tichý výstřel z laseru na některém opuštěném místě.